# Gonyassamiinae
Gonyassamiinae – niewielka podrodzina kosarzy z podrzędu Laniatores i rodziny Gonyleptidae zawierająca 3 opisane gatunki. 

## Występowanie
Kosarze te występują w Brazylii.

## Systematyka
Podrodzina zawiera 3 gatunki zgrupowane w 2 rodzaje:
Rodzaj: Phalangochilus Mello-Leităo, 1938
- Phalangochilus luteipes Mello-Leităo, 1938

Rodzaj: Trichominua Mello-Leităo, 1938
- Trichominua annulipes Mello-Leităo, 1938
- Trichominua roeweri (H. E. M. Soares et B. A. Soares, 1954)